# فرضية إرغوديك

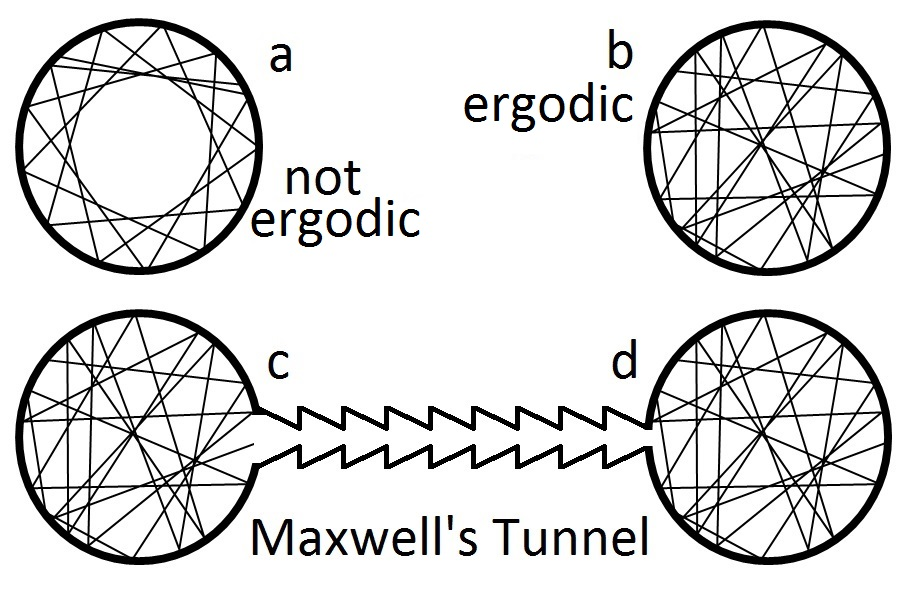

في الفيزياء والديناميكا الحرارية، الفرضية الأرغودية  تقول أنه، على مدى فترات طويلة من الزمن، فإن الوقت الذي يقضيه نظام في منطقة ما من الفضاء الطوري للحالات الصغيرة مع نفس الطاقة يتناسب مع حجم هذه المنطقة، أي أن جميع الحالات الصغيرة التي يمكن الوصول إليها هي متساوية على مدى فترة طويلة من الزمن.
تنص مبرهنة ليوفيل، بالنسبة لأنظمة هاميلتونيان ، فإن الكثافة المحلية للحالات الصغرى التي تتبع مسار الجسيمات خلال فضاء الطور تكون ثابتة كما يراها المراقب الذي يتحرك مع المجموعة (أي مشتق زمن الحمل الحراري هو صفر). هكذا، إذا كانت الحالات الصغرى موزعة بشكل موحد في فضاء الطور في البداية، فإنها ستبقى كذلك في جميع الأوقات. لكن نظريه ليوفيل لا تعني أن فرضية إرغوديك تنطبق على جميع أنظمة هاميلتونيان.
غالباً يتم افتراض فرضية إرغوديك في التحليل الإحصائي للفيزياء الحاسوبية. قد يفترض المحلل أن متوسط بارامتر العملية على مر الزمن والمتوسط على المجموعة الإحصائية هما نفس الشيء. هذا الافتراض -أنه من الجيد محاكاة نظام على مدى فترة طويلة كما هو الحال لجعل العديد من الإدراكات المستقلة لنفس النظام -ليس صحيحا دائما. (انظر، على سبيل المثال، فيرمي - باستا -أولام - تجربه تسينغو لعام 1953).
يسمح افتراض فرضية الإرغوديك بإثبات أن أنواع معينة من الآلات ذات الحركة الدائمة من النوع الثاني مستحيلة.
إن النظم الإرغودية يقال ان لها خاصية الإرغودية ؛ مجموعة واسعة من النظم في الهندسة، والفيزياء ونظرية الاحتمال العشوائية هي ارغوديك. تتم دراسة النظم الإرجودية في النظرية الإرغودية.
علم الظواهر
في الأنظمة العيانية، يمكن أن تكون المقاييس الزمنية التي يمكن من خلالها للنظام أن يستكشف كامل فضاء الطور الخاص به كبيرة بما فيه الكفاية بحيث تظهر حالة التوازن الديناميكي الحراري شكلاً من أشكال كسر الإرغوديتي. من الأمثلة الشائعة على ذلك المغنطة التلقائية في الأنظمة المغناطيسية الحديدية، حيث تحت درجة حرارة كوري يعتمد النظام بشكل تفضيلي مغنطة غير صفرية على الرغم من أن فرضية الأرغوديك تعني أن صافي المغنطة يجب أن يكون موجودًا بحكم النظام الذي يستكشف جميع الحالات التي يجب أن يكون متوسط الوقت المغنطة فيها صفر. حقيقة أن النظم العيانية غالبا ما تنتهك الشكل الحرفي لفرضية الإرغوديك هو مثال على كسر التناظر التلقائي.
مع ذلك، فإن النظم المعقدة المضطرب مثل دوامة الزجاج تظهر شكلا أكثر تعقيدا من كسر التأرق حيث خصائص حالة التوازن الديناميكي الحراري ينظر إليها في الممارسة هي أكثر صعوبة بكثير للتنبؤ بحض الحجج التناظرية. أيضاً النظارات التقليدية (مثل زجاج النوافذ) تنتهك الإرغودية بطريقة معقدة. وهذا يعني عملياً أنه على نطاقات زمنية قصيرة بما فيه الكفاية (مثل تلك الخاصة بأجزاء من الثواني، أو الدقائق، أو بضع ساعات) يمكن أن تتصرف النظم كمواد صلبة، مع معامل قص إيجابي، ولكن على نطاقات طويلة للغاية، على سبيل المثال على مدى آلاف السنين أو الدهور، كسوائل، أو مع نطاقين زمنيين أو أكثر والهضاب بينهما.